# Money Changes Everything
"Money Changes Everything" é uma canção escrita por Tom Gray, o vocalista da banda The Brains, é o quinto single do álbum She's So Unusual da cantora Cyndi Lauper. A música também é bem conhecida por suas performances ao vivo, repleta de improvisos vocais. O vídeo oficial é um clipe ao vivo da canção, em Houston, Texas.
A música é um pop rock sobre os perigos de permitir que o dinheiro interfira nos relacionamentos pessoais, bem como sua influência paralisante sobre a indústria da música.

## Desempenho nas paradas musicais
| Parada musical(1984)                              | Melhor posição |
| ------------------------------------------------- | -------------- |
| Estados Unidos - Billboard Hot 100                | 27             |
| Estados Unidos - Billboard Mainstream Rock Tracks | 37             |
| Estados Unidos - ARC Weekly Top 40                | 16             |
| Estados Unidos - Cash Box Top 100 Singles         | 31             |
| Austrália - ARIA Charts                           | 19             |
| Canadá - Canadian Singles Chart                   | 30             |
| Chile - Parada singles Chile                      | 10             |
| Colômbia - Parada singles Colômbia                | 3              |
| Alemanha - Media Control Charts                   | 54             |
| Nova Zelândia - RIANZ                             | 14             |

## LP Single
1. "Money Changes Everything" (12" Version) 5:02  (Tom Gray)
2. "He's So Unusual"  0:45  (Abner Silver; Al Lewis; Al Sherman)
3. "Yeah Yeah" 3:17  (H Huss; Mikael Rickfors)
4. "Girls Just Want to Have Fun" (Extra Fun) 5:05  (Robert Hazard)